# شهرستان پیتسبرگ (اکلاهما)
شهرستان پیتسبرگ، اکلاهما (به انگلیسی: Pittsburg County, Oklahoma) شهرستانی در ایالات متحده آمریکا است که در اکلاهما واقع شده‌است.

## خصوصیات
شهرستان پیتسبرگ ۳٬۵۶۹٫۰۲ کیلومترمربع مساحت دارد.